# Saint-Andiol
Saint-Andiol é uma comuna francesa na região administrativa da Provença-Alpes-Costa Azul, no departamento de Bouches-du-Rhône. Estende-se por uma área de 16 km². Em 2010 a comuna tinha 3 348 habitantes (densidade: 209,3 hab./km²).